# Alexander Veljanov
Alexander Veljanov is een Duits zanger, voornamelijk bekend van de band Deine Lakaien, die hij in 1985 samen met Ernst Horn opricht.

## Leven en werk
Veljanov studeerde Theater- en Filmwetenschappen in München en Berlijn, tot hij in 1991 zijn studie afbreekt om zich totaal op de muziek en Deine Lakaien te richten. Tot 1993 is hij ook de zanger van de berlijnse band Run Run Vanguard. Verjanov werkt naast Deine Lakaien, wat als zijn belangrijkste project gezien kan worden, ook nog aan vele nevenprojecten en soloprojecten. Zo treedt hij vaak op als gastzanger bij andere bands en kunstenaars. De van origine Macedonische zanger wordt door critici als buitengewoon talentvol beschouwd.
Alexander Veljanov woont en werkt in Berlijn, München en Londen. In interviews spreekt hij weinig over zijn privéleven. Zo is niet duidelijk wat zijn precieze geboortedatum is.

## Discografie
- 1993: Suck Success (Run Run Vanguard).

### Solo
- 1998: Veljanov - Secrets of the Silver Tongue (album).
- 1998: Veljanov - The Man With a Silver Gun (mcd).
- 1998: Veljanov - Past and Forever (mcd).
- 2001: Veljanov - The Sweet Life (album).
- 2001: Veljanov - Fly Away (mcd).
- 2006: Edgar Allan Poe Projekt - Visionen (dubbel-album cd2) Lied Für Annabel Lee.
- 2008: Veljanov - Nie mehr/Königin aus Eis (mcd)
- 2008: Veljanov - Porta Macedonia (album).

### Samenwerkingen
- 1996: Estampie - Crusaders (album), Guest.
- 2002: Stendal Blast - Nur ein Tag (mcd).
- 2004: Schiller - Leben (album), Desire.